# 10-я Гонконгская кинопремия
10-я церемония Гонконгской кинопремии, на которой были отмечены лучшие фильмы 1990 года, состоялась 21 апреля 1991 года в Гонконгской академии исполнительских искусств, Гонконг. Во время церемонии вручались награды в 15 категориях.

## Статистика
| Фильм                           | номинации | победы |
| ------------------------------- | --------- | ------ |
| • Дикие дни                     | 9         | 5      |
| • Прощай, Китай                 | 9         | 0      |
| • Терракотовый воин             | 8         | 1      |
| • Клубится багровая пыль        | 8         | 0      |
| • Виртуоз                       | 7         | 2      |
| • Королева Темпл-стрит          | 5         | 3      |
| • Пуля в голове                 | 4         | 1      |
| • Моменты любви                 | 4         | 1      |
| • Песня изгнания                | 3         | 0      |
| • Китайская история призраков 2 | 3         | 0      |
| • «Кавашима Йошико»             | 3         | 0      |
| • Победитель получает всё       | 2         | 0      |
| • Её крутые методы              | 1         | 1      |
| • Первая полоса                 | 1         | 0      |
| • Королевская скамья 2          | 1         | 0      |
| • Дракон из России              | 1         | 0      |

## Список номинантов и лауреатов
★ Победители выделены отдельным цветом. 
| Номинация                         | Лауреаты и номинанты                                                                                         | Лауреаты и номинанты                                                     | Лауреаты и номинанты                                                     |
| --------------------------------- | --- | ------------------------------------------------------------------------ | ------------------------------------------------------------------------ |
| Лучший фильм                      | | ★ «Дикие дни» режиссёр: Вонг Карвай                                      | ★ «Дикие дни» режиссёр: Вонг Карвай                                      |
| Лучший фильм                      | • «Песня изгнания» режиссёр: Энн Хёй                                                                         |                                                                          |                                                                          |
| Лучший фильм                      | • «Терракотовый воин» режиссёр: Чэн Сяодун                                                                   |                                                                          |                                                                          |
| Лучший фильм                      | • «Прощай, Китай» режиссёр: Клара Ло                                                                         |                                                                          |                                                                          |
| Лучший фильм                      | • «Клубится багровая пыль» режиссёр: Им Хо                                                                   |                                                                          |                                                                          |
| Лучшая режиссёрская работа        | | ★ Вонг Карвай за фильм «Дикие дни»                                       | ★ Вонг Карвай за фильм «Дикие дни»                                       |
| Лучшая режиссёрская работа        | • Джон Ву за фильм «Пуля в голове»                                                                           |                                                                          |                                                                          |
| Лучшая режиссёрская работа        | • Энн Хёй за фильм «Песня изгнания»                                                                          |                                                                          |                                                                          |
| Лучшая режиссёрская работа        | • Клара Ло за фильм «Прощай, Китай»                                                                          |                                                                          |                                                                          |
| Лучшая режиссёрская работа        | • Им Хо за фильм «Клубится багровая пыль»                                                                    |                                                                          |                                                                          |
| Лучшая женская роль               | | ★ Кэрол Чэн за фильм «Её крутые методы»                                  | ★ Кэрол Чэн за фильм «Её крутые методы»                                  |
| Лучшая женская роль               | • Сильвия Чан за фильм «Королева Темпл-стрит»                                                                |                                                                          |                                                                          |
| Лучшая женская роль               | • Мэгги Чун за фильм «Прощай, Китай»                                                                         |                                                                          |                                                                          |
| Лучшая женская роль               | • Гун Ли за фильм «Терракотовый воин»                                                                        |                                                                          |                                                                          |
| Лучшая женская роль               | • Карина Лау за фильм «Дикие дни»                                                                            |                                                                          |                                                                          |
| Лучшая мужская роль               | | ★ Лесли Чун за фильм «Дикие дни»                                         | ★ Лесли Чун за фильм «Дикие дни»                                         |
| Лучшая мужская роль               | • Стивен Чоу за фильм «Победитель получает всё»                                                              |                                                                          |                                                                          |
| Лучшая мужская роль               | • Майкл Хёй за фильм «Первая полоса»                                                                         |                                                                          |                                                                          |
| Лучшая мужская роль               | • Тони Люн Ка-фай за фильм «Прощай, Китай»                                                                   |                                                                          |                                                                          |
| Лучшая мужская роль               | • Джеки Чун за фильм «Пуля в голове»                                                                         |                                                                          |                                                                          |
| Лучшая женская роль второго плана | | ★ Рейн Лау за фильм «Королева Темпл-стрит»                               | ★ Рейн Лау за фильм «Королева Темпл-стрит»                               |
| Лучшая женская роль второго плана | • Хэйли Ман за фильм «Прощай, Китай»                                                                         |                                                                          |                                                                          |
| Лучшая женская роль второго плана | • Мэгги Чун за фильм «Клубится багровая пыль»                                                                |                                                                          |                                                                          |
| Лучшая женская роль второго плана | • Кэрол Чэн за фильм «Королевская скамья 2»                                                                  |                                                                          |                                                                          |
| Лучшая женская роль второго плана | • Ребекка Пань за фильм «Дикие дни»                                                                          |                                                                          |                                                                          |
| Лучшая мужская роль второго плана | ★ Ын Мантат за фильм «Моменты любви»                                                                         | ★ Ын Мантат за фильм «Моменты любви»                                     |                                                                          |
| Лучшая мужская роль второго плана | • Ын Мантат за фильм «Победитель получает всё»                                                               |                                                                          |                                                                          |
| Лучшая мужская роль второго плана | • Джеки Чун за фильм «Китайская история призраков 2»                                                         |                                                                          |                                                                          |
| Лучшая мужская роль второго плана | • Джеки Чун за фильм «Виртуоз»                                                                               |                                                                          |                                                                          |
| Лучшая мужская роль второго плана | • Дерек И за фильм «Кавашима Йошико»                                                                         |                                                                          |                                                                          |
| Лучшая мужская роль второго плана | • Лау Шунь за фильм «Виртуоз»                                                                                |                                                                          |                                                                          |
| Лучший сценарий                   | ★ Чан Ман-Кеунг за фильм «Королева Темпл-стрит»                                                              | ★ Чан Ман-Кеунг за фильм «Королева Темпл-стрит»                          |                                                                          |
| Лучший сценарий                   | • Сань Мао, Хо Йим за фильм «Клубится багровая пыль»                                                         |                                                                          |                                                                          |
| Лучший сценарий                   | • Клара Ло за фильм «Прощай, Китай»                                                                          |                                                                          |                                                                          |
| Лучший сценарий                   | • Вонг Карвай за фильм «Дикие дни»                                                                           |                                                                          |                                                                          |
| Лучший сценарий                   | • У Няньчжэнь за фильм «Песня изгнания»                                                                      |                                                                          |                                                                          |
| Лучший новый актёр                | | ★ Рейн Лау за фильм «Королева Темпл-стрит»                               | ★ Рейн Лау за фильм «Королева Темпл-стрит»                               |
| Лучший новый актёр                | • Хэйли Ман за фильм «Прощай, Китай»                                                                         |                                                                          |                                                                          |
| Лучший новый актёр                | • Жаклин У за фильм «Моменты любви»                                                                          |                                                                          |                                                                          |
| Лучшая операторская работа        | | ★ Кристофер Дойл за фильм «Дикие дни»                                    | ★ Кристофер Дойл за фильм «Дикие дни»                                    |
| Лучшая операторская работа        | • Уилсон Чан, Арди Лэм, Чаи Киттикум Сом, Вон Винхун за фильм «Пуля в голове»                                |                                                                          |                                                                          |
| Лучшая операторская работа        | • Джингл Ма за фильм «Кавашима Йошико»                                                                       |                                                                          |                                                                          |
| Лучшая операторская работа        | • Джингл Ма за фильм «Прощай, Китай»                                                                         |                                                                          |                                                                          |
| Лучшая операторская работа        | • Хсин Йе Ли, Питер Пау за фильм «Терракотовый воин»                                                         |                                                                          |                                                                          |
| Лучшая операторская работа        | • Пун Хан-Сан за фильм «Клубится багровая пыль»                                                              |                                                                          |                                                                          |
| Лучший монтаж                     | | ★ Джон Ву за фильм «Пуля в голове»                                       | ★ Джон Ву за фильм «Пуля в голове»                                       |
| Лучший монтаж                     | • Питер Пау за фильм «Виртуоз»                                                                               |                                                                          |                                                                          |
| Лучший монтаж                     | • Марко Мак за фильм «Китайская история призраков 2»                                                         |                                                                          |                                                                          |
| Лучший монтаж                     | • Марко Мак за фильм «Терракотовый воин»                                                                     |                                                                          |                                                                          |
| Лучший монтаж                     | • Пун Хан-Сан за фильм «Клубится багровая пыль»                                                              |                                                                          |                                                                          |
| Лучший монтаж                     | • Патрик Тхам за фильм «Дикие дни»                                                                           |                                                                          |                                                                          |
| Лучшая работа художника           | ★ Уильям Чанг за фильм «Дикие дни»                                                                           | ★ Уильям Чанг за фильм «Дикие дни»                                       |                                                                          |
| Лучшая работа художника           | • Кеннет И, Лау Ман-Хун за фильм «Терракотовый воин»                                                         |                                                                          |                                                                          |
| Лучшая работа художника           | • Фан Ин, Эдди Мок за фильм «Кавашима Йошико»                                                                |                                                                          |                                                                          |
| Лучшая работа художника           | • Джеймс Люн за фильм «Виртуоз»                                                                              |                                                                          |                                                                          |
| Лучшая постановка экшена          | | ★ Чэн Сяодун за фильм «Виртуоз»                                          | ★ Чэн Сяодун за фильм «Виртуоз»                                          |
| Лучшая постановка экшена          | • Юэнь Так за фильм «Дракон из России»                                                                       |                                                                          |                                                                          |
| Лучшая постановка экшена          | • Чэн Сяодун за фильм «Терракотовый воин»                                                                    |                                                                          |                                                                          |
| Лучшая постановка экшена          | • Чэн Сяодун, Бобби У, Лау Чи-Хо за фильм «Китайская история призраков 2»                                    |                                                                          |                                                                          |
| Лучшая музыка                     | | ★ Джозеф Ку, Ромео Диас, Джеймс Вон за фильм «Терракотовый воин»         | ★ Джозеф Ку, Ромео Диас, Джеймс Вон за фильм «Терракотовый воин»         |
| Лучшая музыка                     | • Ло Таюй, Ричард Ло, Джералд Ших за фильм «Клубится багровая пыль»                                          |                                                                          |                                                                          |
| Лучшая музыка                     | • Синг Так Сэм за фильм «Прощай, Китай»                                                                      |                                                                          |                                                                          |
| Лучшая музыка                     | • Ромео Диас, Джеймс Вон за фильм «Виртуоз»                                                                  |                                                                          |                                                                          |
| Лучшая музыка                     | • Татс Лау за фильм «Королева Темпл-стрит»                                                                   |                                                                          |                                                                          |
| Лучшая музыка                     | • Ло Та-ю, Фабио Карли за фильм «Моменты любви»                                                              |                                                                          |                                                                          |
| Лучшая песня                      | | ★ Композитор/текст: Джеймс Вон • Исполнитель: Сэм Хёй за фильм «Виртуоз» | ★ Композитор/текст: Джеймс Вон • Исполнитель: Сэм Хёй за фильм «Виртуоз» |
| Лучшая песня                      | • Композитор: Ло Та-ю • Текст: Ли Кин Тат • Исполнитель: Ширли Юэн за фильм «Моменты любви»                  |                                                                          |                                                                          |
| Лучшая песня                      | • Композитор: Джозеф Ку, Джеймс Вон • Текст: Джеймс Вон • Исполнитель: Салли Йе за фильм «Терракотовый воин» |                                                                          |                                                                          |
| Лучшая песня                      | • Композитор/текст: Ло Та-ю • Исполнитель: Сара Чен за фильм «Клубится багровая пыль»                        |                                                                          |                                                                          |
| Профессиональные достижения       | ★ Пэн Йен-Лиен                                                                                               | ★ Пэн Йен-Лиен                                                           |                                                                          |